# T13 Beano
T13 Beano (англ. T13 Beano Grenade) — экспериментальная ручная граната производства США, разработанная в Управлении стратегических служб (после войны — ЦРУ) в последние годы Второй мировой войны. Производилась компанией Eastman Kodak.

## История
Концепция этой ручной гранаты заключалась в том, чтобы она была сферической формы и её вес и размер были приближены к весу бейсбольного мяча. Разработчики этого оружия считали, что так как почти все американские военнослужащие в детстве играли в бейсбол, то они смогут метать эту гранату без специальных тренировок. Первоначально её вес составлял 5,5 унций, но позже был увеличен до 12 унций (340 граммов). Граната была утверждена для использования в полевых условиях и применялась в Нормандской операции. По окончании Второй мировой войны оставшиеся в запасе гранаты были уничтожены. Некоторые её экземпляры в настоящее время находятся в военных музеях, а оставшиеся в наличии являются раритетом и стоят достаточно дорого (более тысячи долларов).

## Конструкция
Недостатком гранаты был сложный детонирующий механизм. Сначала из гранаты необходимо было выдернуть первую чеку. Затем военнослужащий бросал её в противника, удерживая в руке один конец нейлонового шнура, другой конец которого был намотан на катушку, вмонтированную в гранату. После того, как граната пролетала в воздухе расстояние, равное длине нейлонового шнурка, он выдёргивал вторую чеку, которая и приводила в действие собственно детонатор. Затем граната попадала в цель или падала на землю и взрывалась.